# Хеопс
Хеопс, (също Хофу или Хуфу) е вторият фараон от четвъртата династия, син на Снофру и баща на фараоните Хефрен и Раджедеф. По време на неговото управление е построена великата пирамида в Гиза. Сведения за неговото родословие черпим от папирусът Уесткар. Някои надписи в облекчаващите камери над Камерата на царицата в Хеопсовата пирамида подпомагат датирането на строежа. Описание дава и древногръцкият историк Херодот.

## Биография
Пълното му име Хнум-Хофу означава „защитен от бог Хнум“. Син на фараона Снофру и кралица Хетепхерес I, той продължава политиката на баща си за разширяване на държавата и съсредоточаване на централната власт в ръцете на фараона, за сметка на съсловието на жреците. Въпреки качествата си на държавник, Хофу ще остане в историята най-вече с мащабното строителство, характерно за целия период на IV династия.
Деца:
- Синове: Джедафра (Хардедеф); Джедефхор; Каваб; Хафра (Хефрен); Банефра; Хуфухаеф
- Дъщери: Хетепхерес II; Мересанх; Хамерернебти.

Съпруги:
- Меритатес I; Хенутсен и още две неизвестни царици.